# Helmut Berger
  Helmut Berger    (Bad Ischl, 29 de maig de 1944 - Salzburg, 18 de maig de 2023) va ser un actor austríac, conegut sobretot per la seva participació en diverses pel·lícules de Luchino Visconti (1906-1976).

## Biografia
Va néixer amb el nom de Helmut Steinberger, en el si d'una família dedicada al negoci de l'hoteleria. Inicialment es va formar en aquest gremi, si bé mai va ser del seu interès, per la qual cosa va decidir traslladar-se a Londres i estudiar actuació. El 1964, va conèixer Luchino Visconti a Roma, on va arribar procedent de Perusa, on estudiava idiomes.
Aviat es va convertir en amant del director, que posteriorment li llegaria la seva herència. Berger sempre s'ha definit com a bisexual.
En les seves primeres pel·lícules va destacar com un actor de gran prestància física. Una de les que el van fer saltar a la fama va ser La caduta degli dei de Luchino Visconti (1969), en què interpretava un paper que, malgrat resultar escandalós per a l'època (transvestit en la festa de la primera escena, empresari nazi, incestuós i pedòfil), va ser un gran èxit, ja que la signatura de Visconti valia molt i la pel·lícula reflectia la connivència de grans industrials alemanys, com els Krupp, amb el nazisme.
L'any següent, el 1970, va protagonitzar una de les moltes pel·lícules que s'han fet de la novel·la El retrat de Dorian Gray d'Oscar Wilde, dirigida pel director italià Massimo Dallamno, titulada com la novel·la homònima, i que estava ambientada en la dècada del 1970. Els fotomuntatges que es van fer per a la promoció del film van ser considerats atrevits, mostrant l'actor i l'actriu Marie Liljedahl, que interpretava a Sybil Vane, junts, nus i en unes altres poses.
El 1972, tornaria a col·laborar amb Visconti per a la pel·lícula Ludwig, biografia del rei Lluís II de Baviera. Visconti, comte de Modrone i d'"antiga soca", comunista d'ideologia, compartia amb el rei l'homosexualitat. Però, desmarcant-se de la tradició que sempre havia representat Lluís II com "el rei verge" (a Alemanya), el rei romàntic per excel·lència (Luis Cernuda) o ambdues coses, ens mostra com el pas del temps va deteriorant físicament i mentalment el monarca; com va ser el mecenes que va donar suport a Richard Wagner perquè pogués fer carrera; la seva relació amb la seva cosina, l'emperadriu Isabel d'Àustria-Hongria Sissi (Romy Schneider), i la seva fantasiosa vida als castells que va fer construir, envoltat d'atractius artistes i soldats. No s'oblida de la derrota militar al costat d'Àustria davant Prússia, així com de la seva resistència a integrar Baviera en el Segon Imperi alemany. Visconti no s'apunta a la tesi del suïcidi i deixa la porta oberta a l'assassinat. Silvana Mangano hi interpretava l'amant de Wagner.

## Etapa posterior

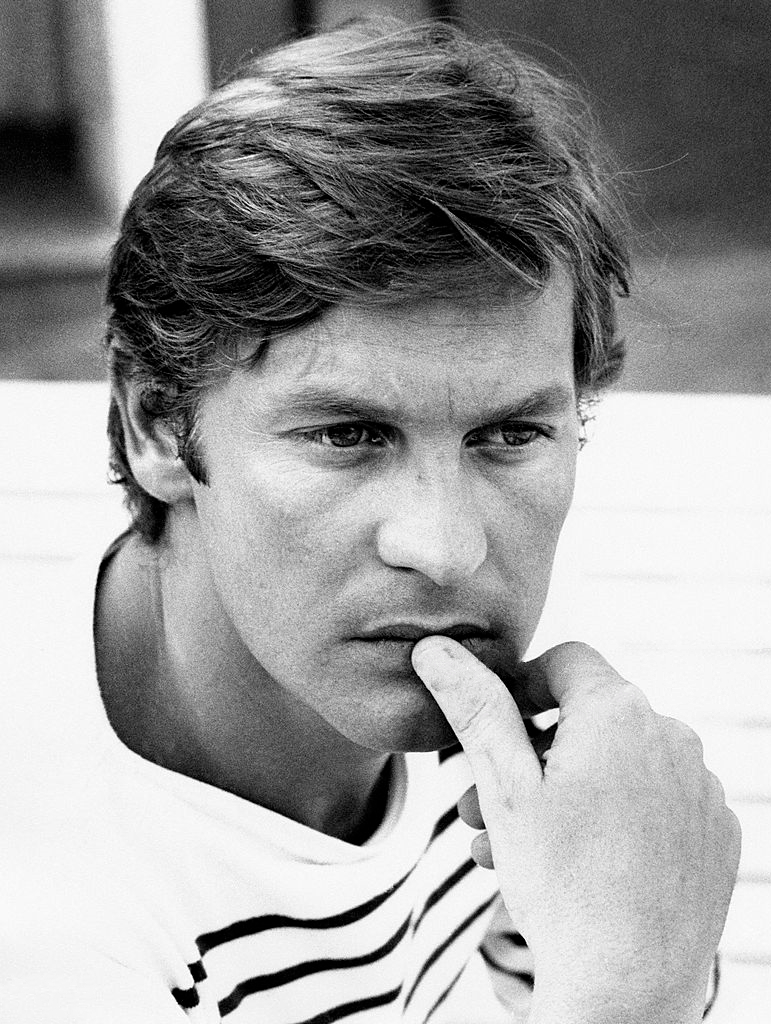
Helmut Berger el 1973

El 1973, va rodar Dimecres de cendra amb Elizabeth Taylor i Henry Fonda. A la mort de Visconti, el 1976, va patir una depressió i va intentar suïcidar-se en complir-se el primer aniversari.
Treballa amb regularitat, però els seus papers són secundaris o les seves pel·lícules no es distribueixen a l'estat espanyol; se'n poden citar l'eròtica Salon Kitty de Nero Brass, i Faceless de Jess Franco.
Un dels seus papers més recordats després de la defunció de Visconti va ser el de Frederick Keinszig en la pel·lícula de Francis Ford Coppola El Padrí III, l'any 1990. També va participar en alguns episodis de la popular sèrie Dynasty.
El 1994, va contreure matrimoni amb l'actriu Francesca Guidato. Sempre es va referir a si mateix com el «vidu de Visconti».

## Filmografia

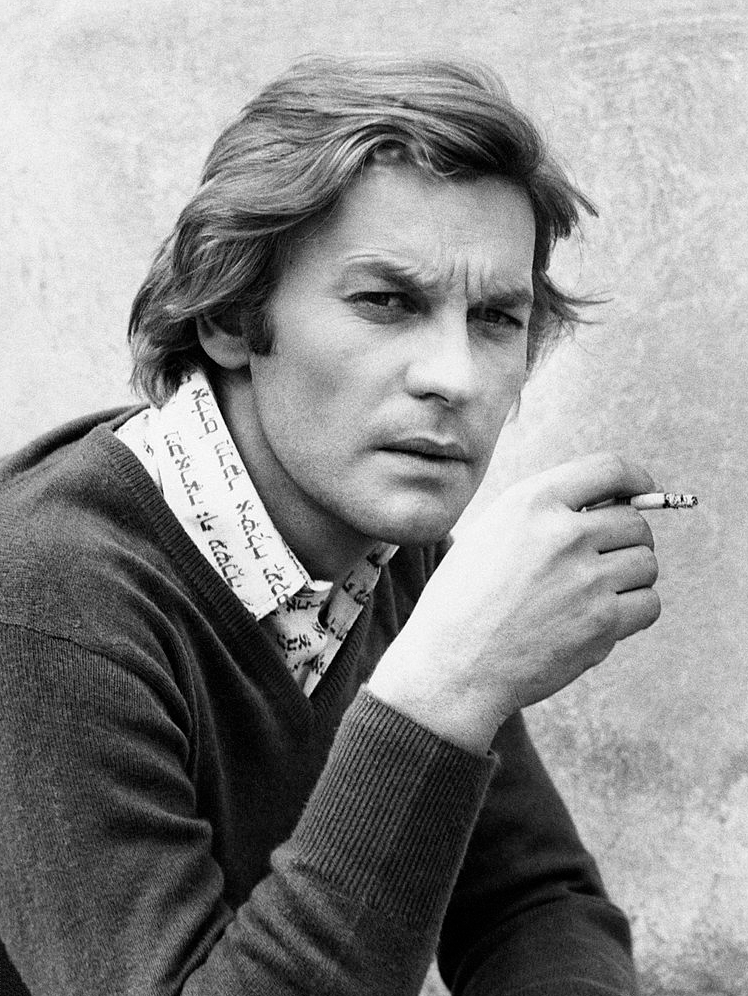
Helmut Berger el 1974

(director entre parèntesis; excepte detalls)
- 1967: Les bruixes  (Luchino Visconti)
- 1968: The Young Tigers (Antonio Leonviola)
- 1968: Sai cosa faceva Stalin alle donne? (Maurizio Liverani)
- 1969: La caduta degli dei (Luchino Visconti)
- 1970: Dorian Gray (Massimo Dallamano)
- 1970: The Garden of the Finzi-Continis (Vittorio De Sica)
- 1971: Un beau monstre (Sergio Gobbi)
- 1971: La papallona amb les ales ensagnades (Duccio Tessari)
- 1972: Ludwig (Luchino Visconti)
- 1972: La colonna infame (Nelo Risi)
- 1973: Reigen (Otto Schenk)
- 1973: Les Voraces (Sergio Gobbi)
- 1973: Dimecres de cendra (Ash Wednesday) (Larry Peerce)
- 1974: Confidències (Luchino Visconti)
- 1975: Order to Kill (José G. Maesso)
- 1975: Una anglesa romàntica (The Romantic Englishwoman) (Joseph Losey)
- 1976: Saló Kitty (Salon Kitty) (Tinto Brass)
- 1976: Victory at Entebbe (Marvin Chomsky)
- 1977: Beast with a Gun (Sergio Grieco)
- 1978: The Fifth Commandment (Duccio Tessari)
- 1978: The Greatest Battle (Umberto Lenzi)
- 1979: Le rose di Danzica (Alberto Bevilacqua)
- 1980: Fantômas (minisèrie) (Claude Chabrol)
- 1980: Eroina (Massimo Pirri)
- 1981: Mia moglie è una strega (Castellano & Pipolo)
- 1982: Deadly Game Károly Makk)
- 1982: Victoria! La gran aventura de un poble (Antoni Ribas)
- 1983: Femmes (Tana Kaleya)
- 1983: Victoria! 2: El frenesì del 17 (Antoni Ribas)
- 1983: Veliki Transport (V. Bulajic)
- 1983–1984: Dynasty (sèrie)
- 1984: Victoria! 3: La razon y el arrebato (Antoni Ribas)
- 1985: Code Name: Emerald (Jonathan Sanger)
- 1988: Faceless (Jess Franco)
- 1988: Act of Revenge (Salvatore Nocita)
- 1989: La Puritana (Nini Grassia)
- 1990: El padrí III (Francis Ford Coppola)
- 1992: Adelaide (Lucio Gaudino)
- 1993: Boomtown (Christoph Schrewe)
- 1993: Ludwig 1881 (F. Dubini / D. Dubini)
- 1995: L'affaire Dreyfuss (Yves Boisset)
- 1996: Teo (Cinzia TH Torrini)
- 1996: L'ombra del faraone (S. Ben Barka)
- 1996: Last Cut (Marcello Avallone)
- 1997: Die 120 Tage von Bottrop (Christoph Schlingensief)
- 1999: Under the Palms (M. Kruishoop)
- 2002: Zapping Alien (V. Zeplichal)
- 2004: Honey Baby (Mika Kaurismäki)
- 2005: Damals warst du still (R. Matsutani)
- 2008: Blutsfreundschaft (Peter Kern)
- 2010: Iron Cross (Joshua Newton)
- 2011: Mörderschwestern (Peter Kern)
- 2013: The Devil's Violinist (Bernard Rose)
- 2014: Saint Laurent (Bertrand Bonello)
- 2016: Timeless (Alexander Tuschinski)

## Premis i nominacions[calcitació]
Premis
- 1969: Premi com a millor actor secundari en el New York Film Critics Circle Awards

Nominacions
- 1970: Globus d'Or a la millor nova promesa masculina per La caduta degli dei